# José Luís Monteiro
José Luís Monteiro, igualmente conhecido como Mestre José Luís Monteiro (São José, Lisboa, 25 de Outubro de 1848 — Santa Isabel, Lisboa, 27 de Janeiro de 1942), foi um arquitecto português.

## Biografia
José Luís Monteiro nasceu na cidade de Lisboa, na freguesia de São José, em 25 de Outubro de 1848. Era filho de Tomás Luís Monteiro, natural de Sintra (freguesia de Montelavar), e de Gertrudes Margarida da Conceição, natural de Lisboa.
Estudou na Academia de Belas-Artes, em Lisboa, desde os 12 anos. Em 1867, ganhou uma medalha de prata num concurso de arquitectura organizado pela Academia. Em 1871, participou num concurso para pensionistas no estrangeiro, tendo sido admitido em 18 de Março de 1873. Em 17 de Novembro desse ano, ingressa na classe de arquitectura da  Escola de Belas-Artes de Paris; em 28 de Maio de 1874, recebe uma medalha de prata numa exame de matemática, e o Prémio Muller Soehnée. Em 25 de Fevereiro de 1877, ganha uma segunda medalha num concurso de arquitectura; a 11 de Novembro desse ano, recebe o direito "Certificat de Capacité", além de vários outros prémios.
Em 1878, participa na Exposição Portuguesa no Campo de Marte, em Paris, com seu mestre Pascal; a 28 de Novembro desse ano, é diplomado arquitecto, tendo laborado na Câmara Municipal de Lisboa entre 1 de Março de 1880 e 1882.
A 23 de Junho da 1881, torna-se professor na Escola de Belas Artes, na disciplina de Arquitectura Civil, profissão que manterá durante cerca de 40 anos; em 1912, assume a função de director nesta instituição.
Construiu o carro da cidade de Lisboa no Centenário de Marquês de Pombal, várias vitrinas para uma exposição de arte ornamental e um pavilhão no Terreiro do Paço, para as comemorações do Centenário de Luís de Camões.
Encontra-se colaboração da sua autoria no Anuário da sociedade dos arquitetos portugueses (1905-1910).
Foi agraciado com o grau de Cavaleiro da Ordem de Isabel a Católica, em 11 de Outubro de 1881.
A 25 de outubro de 1884, casou na igreja paroquial de S. José, em Lisboa, com Leonor Claro Loureiro (Santos-o-Velho, Lisboa, c. 1867), filha de Ernesto Loureiro, funcionário do Ministério da Fazenda, e de Helena Amância Claro Loureiro, naturais de Lisboa.
Morreu vítima de caquexia senil a 27 de janeiro de 1942, aos 93 anos, em sua casa, na Rua 4 de Infantaria, n.º 14, freguesia de Santa Isabel, em Lisboa. Foi sepultado no Cemitério do Alto de S. João, em jazigo de família.

## Obras

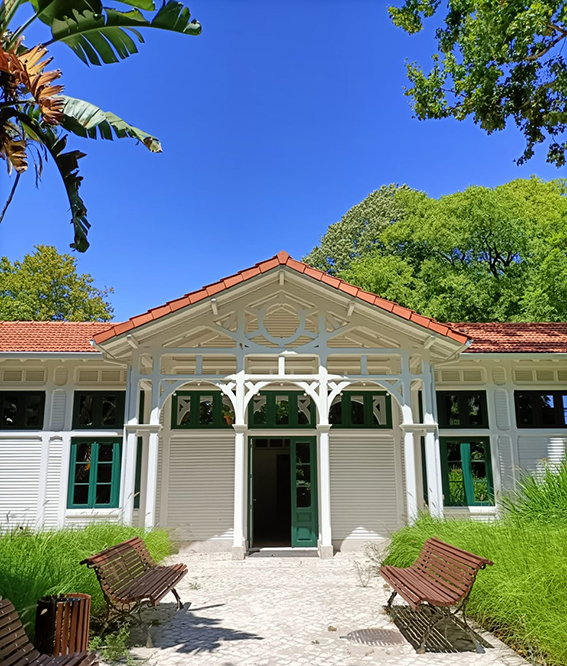
Jardim de Infrancia de Lisboa ou Escola Froebel no Jardim da Estrela

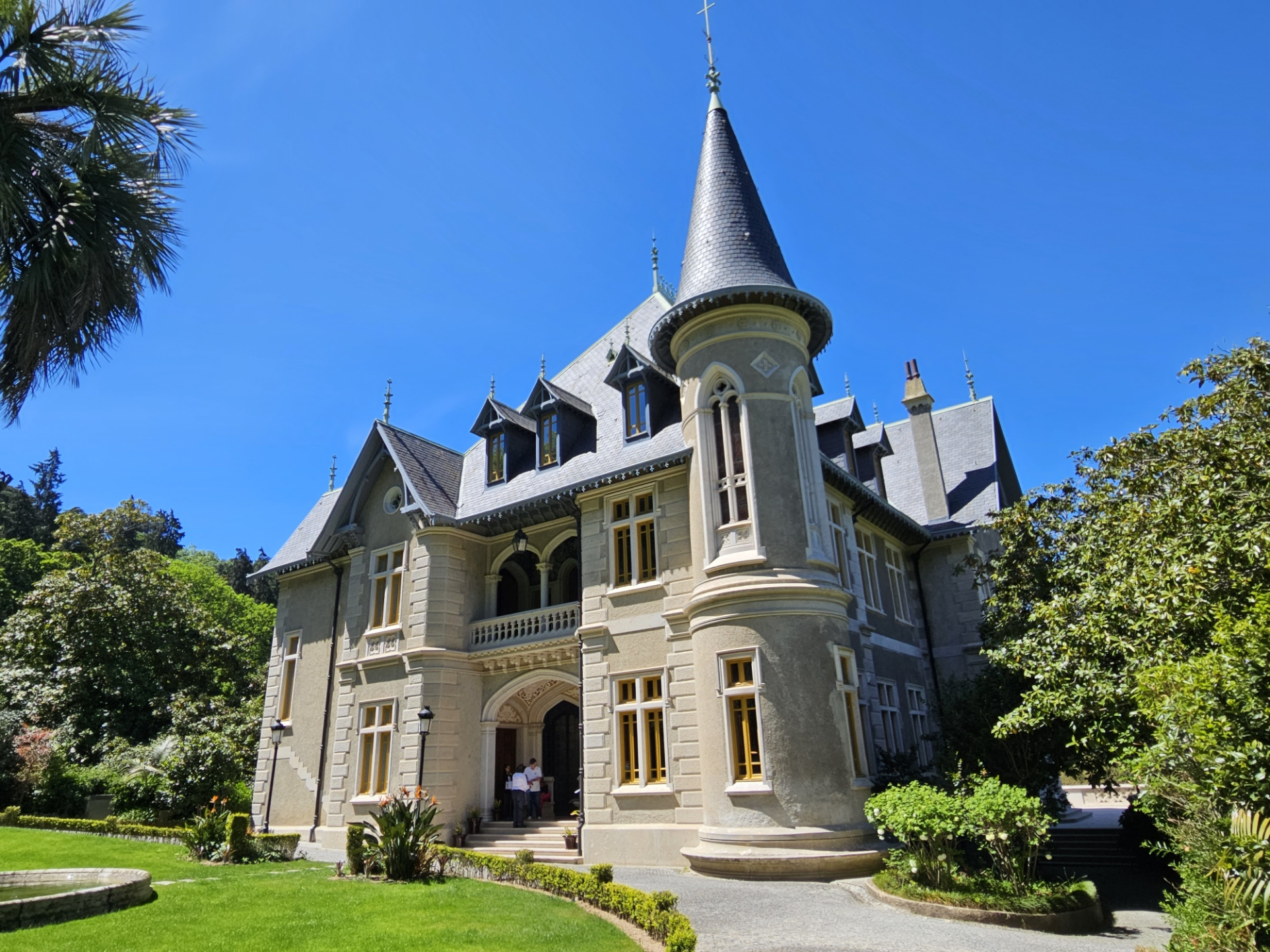
Chalet Biester, Sintra

- Decoração do edifício da Câmara Municipal de Lisboa (1887-1891) (portões em ferro forjado, na fachada; desenho dos fogões de mármore de Carrara, do Salão Nobre; concepção do brasão da cidade, na Sala das Sessões Privadas; grade de ferro forjado e mobiliário, da Sala do Arquivo)
- Escola Froebel, no Jardim da Estrela (1882)[9]
- Candeeiros do Monumento aos Restauradores da Independência, na Praça dos Restauradores (1886)
- Diversos coretos para o Jardim de São Pedro de Alcântara e Avenida da Liberdade
- Quartel do Batalhão de Sapadores Bombeiros (1892)
- Projecto do Liceu Passos Manuel
- Projecto do Parque Eduardo VII (em colaboração com Frederico Ressano Garcia)
- Paroquial de Nossa Senhora dos Anjos[9]
- Hotel Avenida (Hotel Avenida Palace  pelo menos desde 1933)
- Projecto da Casa Conde Castro Guimarães, antigo Palácio do Thorel[10]
- Salão Portugal, da Sociedade de Geografia de Lisboa

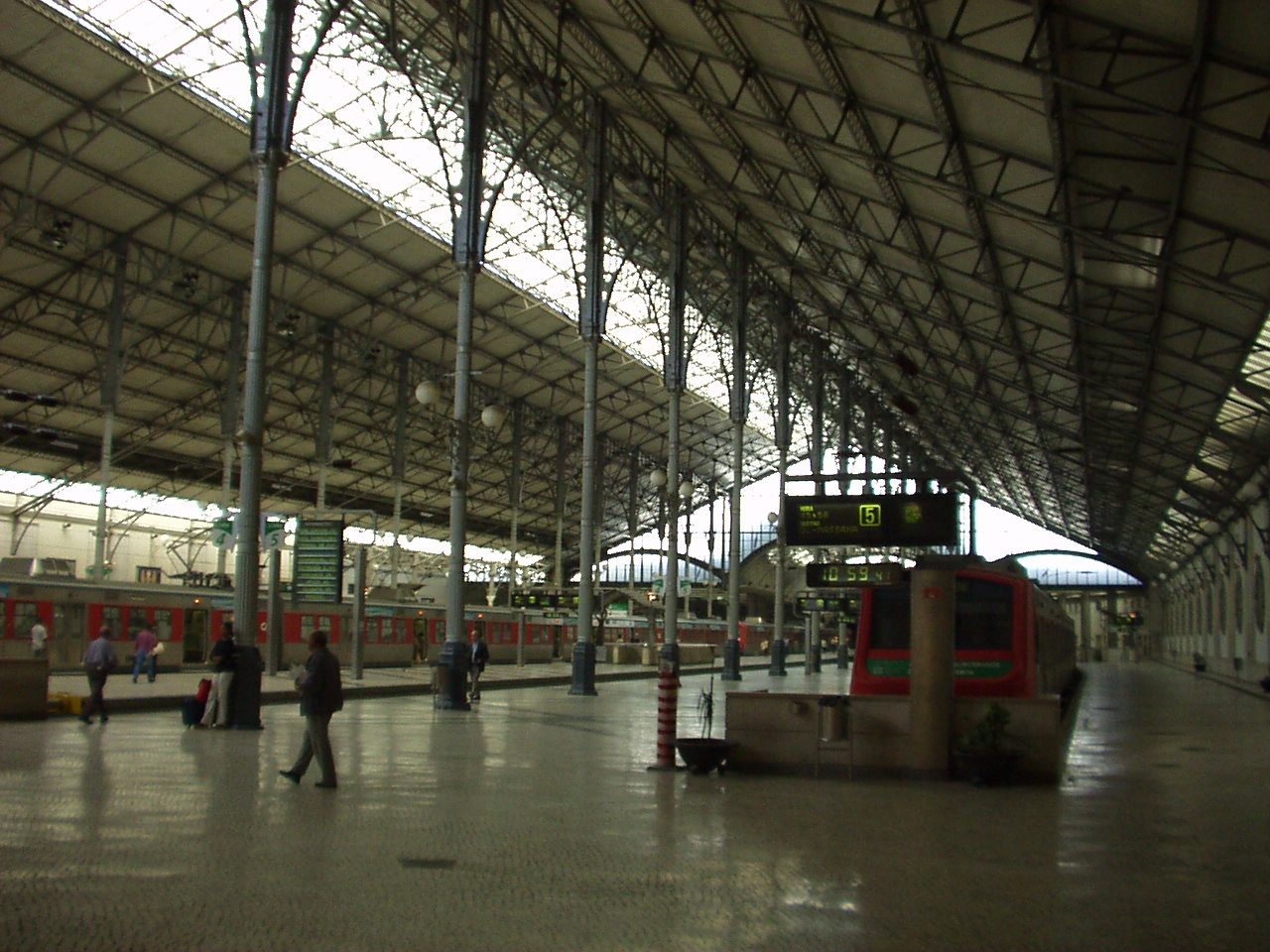
Nave da Estação Ferroviária do Rossio

- Nave da Estação Ferroviária do Rossio (1886-1887)[11]
- Chalet Biester, na Estrada da Pena, Serra de Sintra[10]
- Palacete de veraneio dos Condes de Tomar, Cruz Quebrada
- Casa Nova do Duque de Palmella, em Cascais[10]
- Casa da rainha D. Maria Pia no Estoril[10]
- Casa da Condessa de Cuba, em Paço de Arcos[10]
- Casa de Santos Jorge em Rio Frio[9]
- Capela do Cemitério de Benfica[9]
- Escola Castilho[9]
- Mercado central da Avenida da Liberdade[11]
- Palacete dos Condes de Monte Real, na Lapa, Lisboa

## Prémio de arquitectura José Luís Monteiro
O Prémio José Luís Monteiro foi instituído em 1930 na Escola de Belas Artes de Lisboa para distinguir percursos académicos excepcionais de alunos que se destacassem no Curso Especial de Arquitectura.